# 바위의 성모

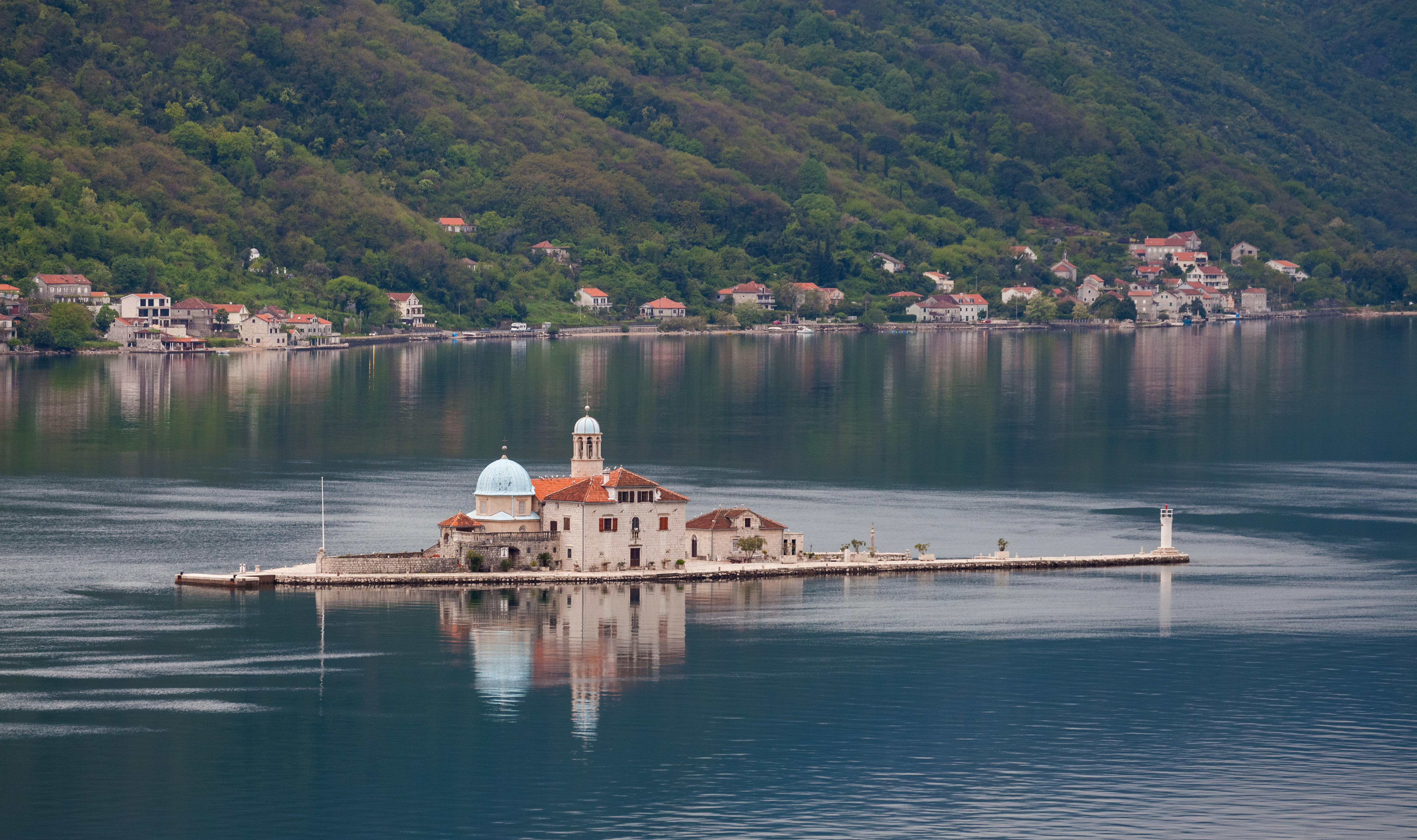
바위의 성모

바위의 성모(Our Lady of the Rocks)는 몬테네그로 코토르만 페라스트의 해안에서 떨어진 두 개의 섬 중 하나다(다른 하나는 스베티도르제섬). 인공섬이다. 바위의 성모 가톨릭 교회는 섬에서 가장 큰 건물이며, 박물관이 병설되어 있다. 교회 근처에 작은 선물 가게가 있고 섬의 북쪽 끝에는 항해등이 있다.